# Sul Brasil
Sul Brasil é um município brasileiro do Estado de Santa Catarina.

## História
O nome Sul Brasil, se deve a Companhia Colonizadora Sul Brasil que na década de 1940 coordenava a colonização de terras no oeste catarinense. Aproximadamente em 1944 chegaram os primeiros colonizadores, descendentes de imigrantes italianos e alemães oriundos do estado do Rio Grande do Sul. Pouco depois chegaram poloneses e outras etnias. Todos tinham em comum a vontade de melhorar a qualidade de vida buscando novas fronteiras para o desenvolvimento da agricultura e pecuária. Até 1991, a cidade de Sul Brasil permaneceu como distrito de Modelo, quando conquistou sua emancipação.

## Geografia
Localiza-se à latitude 26º44'10" sul e à longitude 52º57'53" oeste, com altitude de 418 metros. Sua população, segundo o censo do IBGE em 2010, era de 2.776 habitantes, sendo 1.437 homens e 1.329 mulheres. Neste censo foram recenseados 948 domicílios, destes 854 ocupados e 94 não ocupados. A Estimativa da População do IBGE para 2012, aponta para uma população de 2.714 habitantes.
Localizado entre os rios Burro Branco e Pesqueiro, no Extremo-oeste da Microrregião de Chapecó, pertence a Associação dos Municípios do Oeste de Santa Catarina – AMOSC. O município é formado por 15 comunidades.
O principal acesso é a rodovia  SC-160 com extensão de 10,4 km totalmente pavimentada, que liga o município a SC-160 na cidade de Modelo.

## Economia
A economia baseia-se na agricultura, tendo destaque a bovinocultura de leite, a avicultura, suinocultura e produção de cereais. Há ainda relevância para a atividade de indústrias moveleiras e comércio ativo.

## Turismo e Cultura
O principal movimento turístico-cultural está ligado ao tradicionalismo gaúcho, e dois eventos se evidenciam: o Rodeio Crioulo Nacional e a Cavalgada da Amizade. Há, paralelamente, o gosto popular pela música sertaneja caipira, onde várias duplas amadoras cultivam a tradição no município.
A beleza natural também chama a atenção. Como destaque a maravilha da natureza no percurso do Rio Burro Branco, em Linha Guajuvira, chamado Funilão.